# Muramura
Muramura is een geslacht van uitgestorven buideldieren uit de familie Wynyardiidae, verwanten van de wombats. Ze leefden tijdens het Laat-Oligoceen in Australië en waren herbivoren.

## Soorten
Muramura is vernoemd naar een halfgod en prehistorische voorouder van het menselijke ras in de mythologie van het Aboriginal-volk Diari. Er zijn twee soorten:
- M. williamsi werd in 1987 beschreven op basis van fossiele vondsten bij Lake Palankarinna in de Tirariwoestijn in Zuid-Australië. Van deze soort zijn twee complete skeletten met goed bewaarde gebleven schedels en kaken gevonden. M. williamsi had het formaat van een hond met geschat gewicht van zestien tot twintig kilogram. Het had een korte staart.[2][3]

- M. pinpensis werd in 2003 beschreven aan de hand van vondsten in het Pinpa-meer in het noordoosten van Zuid-Australië. Deze soort verschilt van de andere soort van het geslacht in het bezit van smallere kiezen en in enkele details van de tandmorfologie. De soort is bekend van verschillende botten uit alle delen van het skelet. De vondsten wijzen uit dat M. pinpensis een meer gravende levensstijl had dan de grotere M. williamsi en waarschijnlijk ook zachtere vegetatie at.[4]